# Araneus providens
Araneus providens är en spindelart som beskrevs av Kulczynski 1911. Araneus providens ingår i släktet Araneus och familjen hjulspindlar. Inga underarter finns listade i Catalogue of Life.